# Arita

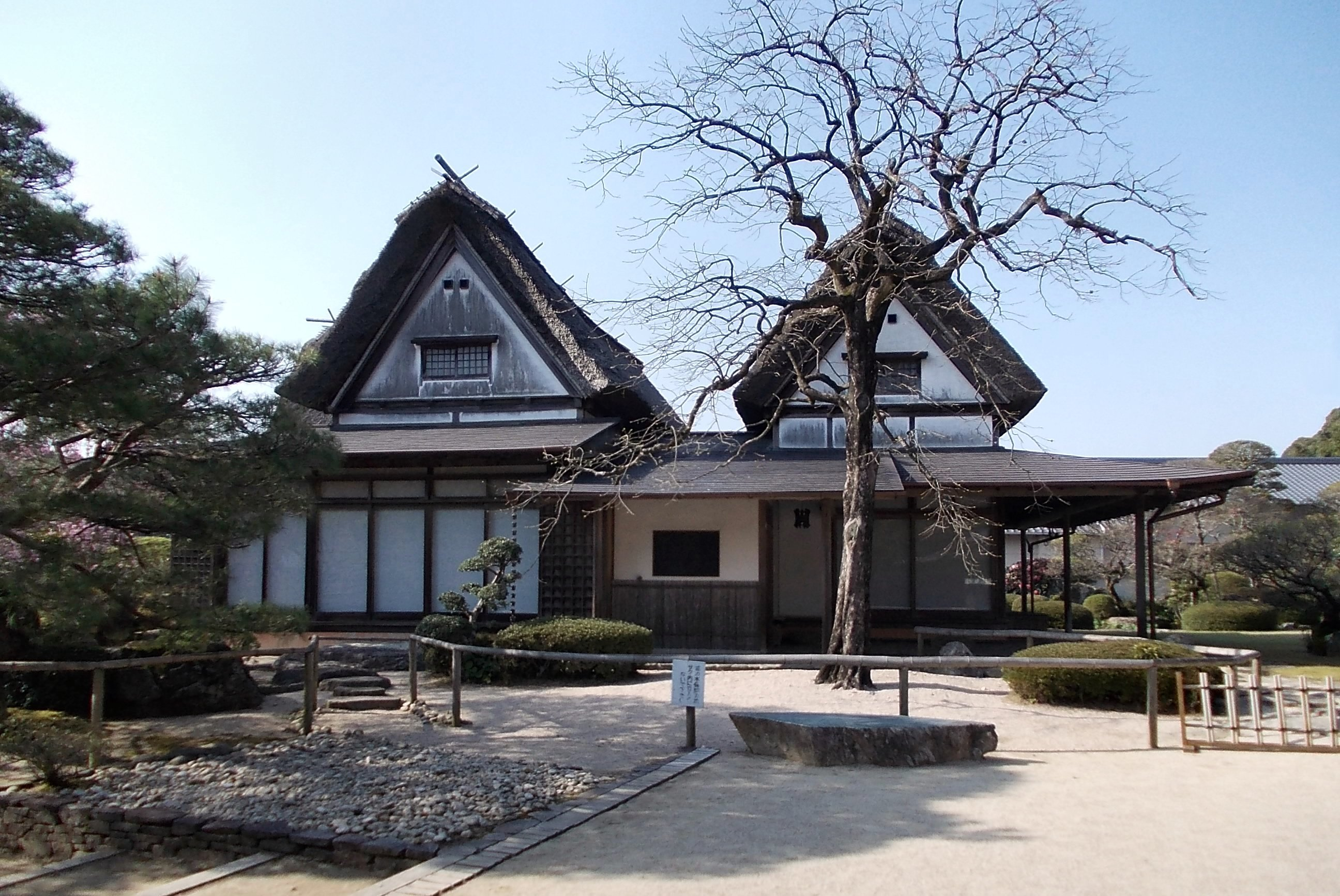
Wytwórnia porcelany kakiemon

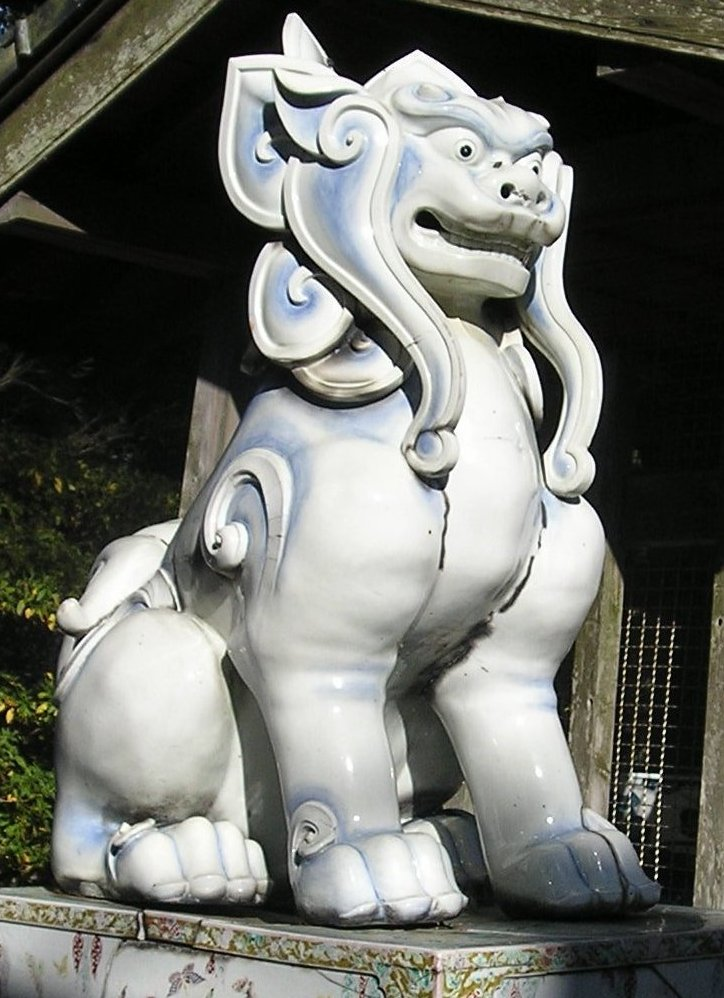
Komainu z porcelany przed chramem Tōzan

Arita (jap. 有田町 Arita-chō) – miasto w Japonii, w prefekturze Saga, w północno-zachodniej części wyspy Kiusiu (Kyūshū).

## Opis
Jest to małe miasteczko w górach, w zachodniej części prefektury, znane jako miejsce narodzin japońskiej porcelany, w wyniku znalezienia w jego pobliżu kaolinu, pod koniec XVI wieku. Słynie ono z ceramiki zwanej arita-yaki, która dzieli się na różne typy i style. Wszystkie atrakcje miasta są związane z garncarstwem, w tym: piece, liczne muzea, stanowiska archeologiczne, sklepy, park rozrywki (na obrzeżach miasta) i chram shintō o nazwie Tōzan-jinja lub Sueyama-jinja. Chram, zbudowany w połowie XVII wieku, jest poświęcony koreańskiemu garncarzowi, dzięki któremu rozpoczęto produkcję porcelany. Brama torii i posągi mitycznych bestii komainu pilnujących chramu są wykonane z porcelany.
Największe jest Muzeum Ceramiki Kiusiu (jap. Saga-kenritsu Kyūshū Tōji Bunkakan, ang. Kyushu Ceramic Museum), zajmujące duży teren, prezentujące tysiące wyrobów sztuki ceramicznej. Głównie jest to lokalnie produkowana porcelana arita-yaki, ale zawsze jest kilka dużych kolekcji, poświęconych różnorodnej ceramice i jej historii z innych regionów Japonii. Są także galerie poświęcone twórczości współczesnej.

## Historia
Historia ceramiki arita-yaki sięga około 400 lat wstecz, kiedy Hideyoshi Toyotomi (1537–1598), przywódca polityczny i militarny okresu Azuchi-Momoyama, drugi z „trzech zjednoczycieli”  próbował podbić Koreę i sprowadził do Japonii kilku wysoko wykwalifikowanych koreańskich rzemieślników. W 1616 roku jeden z nich odkrył kaolin – minerał potrzebny do produkcji porcelany – w miejscu, które później stało się kamieniołomem Izumi-yama. Dzięki temu Arita stała się pierwszym miejscem w Japonii, w którym rozpoczęto wytwarzać porcelanę. Zbudowano kilka dużych pieców, co zapewniło miastu wielki dobrobyt.
Ceramika ta była produkowana nie tylko na rynek krajowy, ale także stała się popularna w Chinach i Europie. Ze względu na to, że wysyłano ją z pobliskiego portu Imari, nazywano ją także imari-yaki. Początkowo produkowano ją w niebiesko-białym stylu chińskiej porcelany, a z czasem z kolorowymi emaliami. Stało się to około 1640 roku dzięki Kakiemonowi Sakaida.
Od 1650 roku arita-yaki zaczęto eksportować do wielu krajów w Europie poprzez Holenderską Kompanię Wschodnioindyjską (niderl. Vereenigde Oostindische Compagnie, VOC), która korzystała z faktorii na sztucznej wyspie Dejima w zatoce Nagasaki. Wśród rodzin monarszych i arystokratycznych Europy było wówczas wielu pasjonatów i kolekcjonerów tej porcelany.

## Galeria

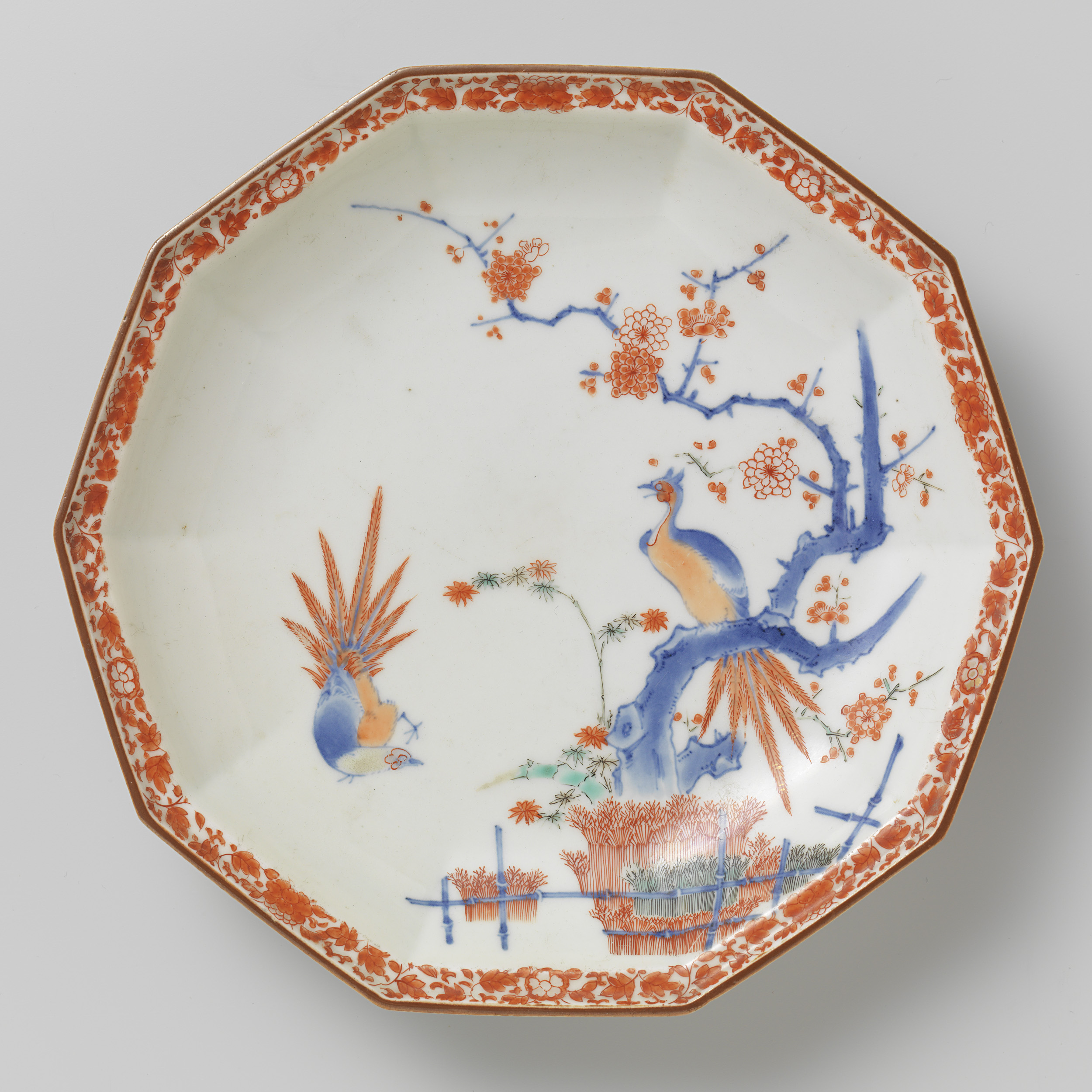
Styl kakiemon-yōshiki, ok. 1680–1700, Rijksmuseum, Amsterdam
Typ imari, XVII w., Cleveland Museum of Art
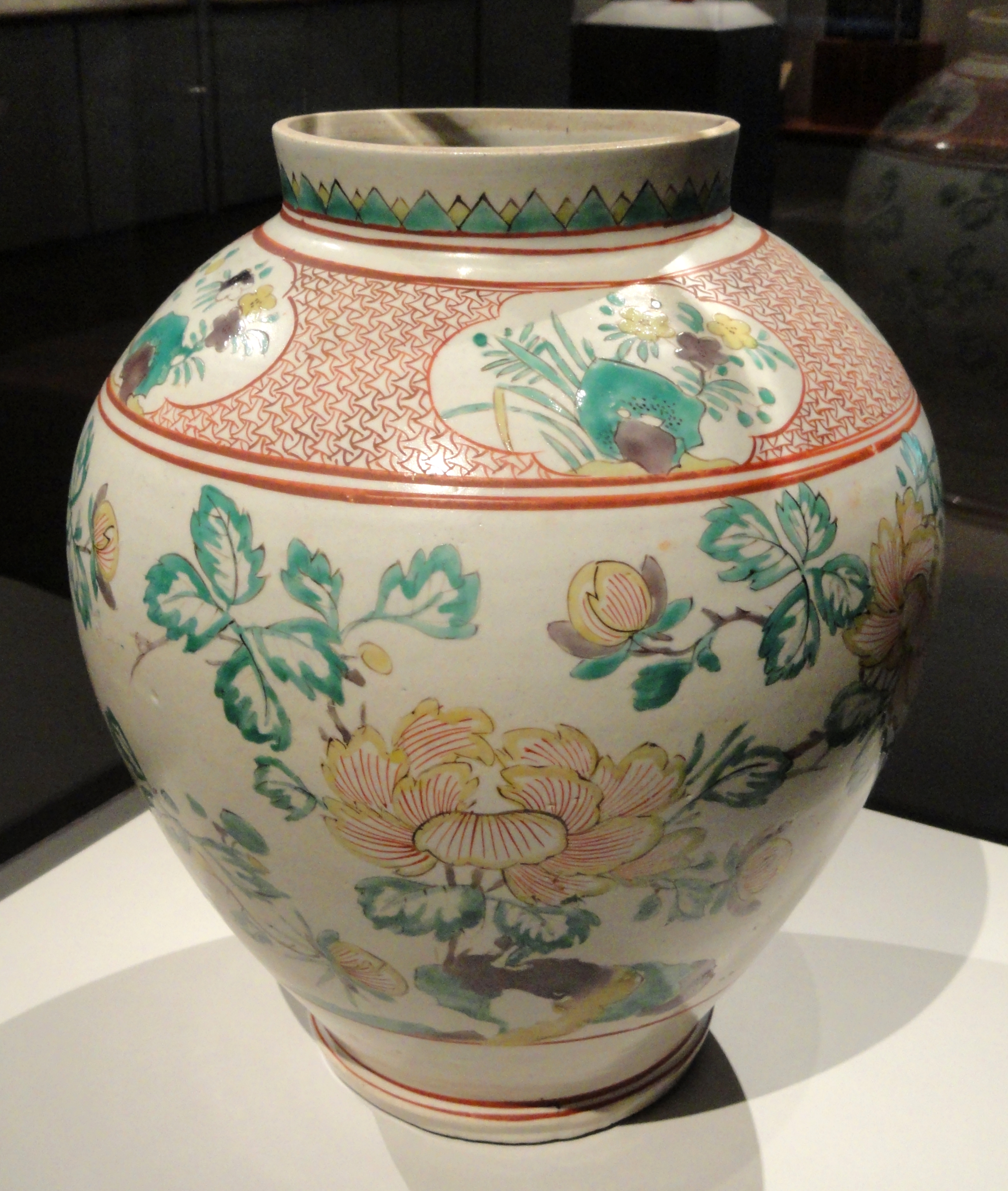
Styl kutani, XVII w., Art Institute of Chicago
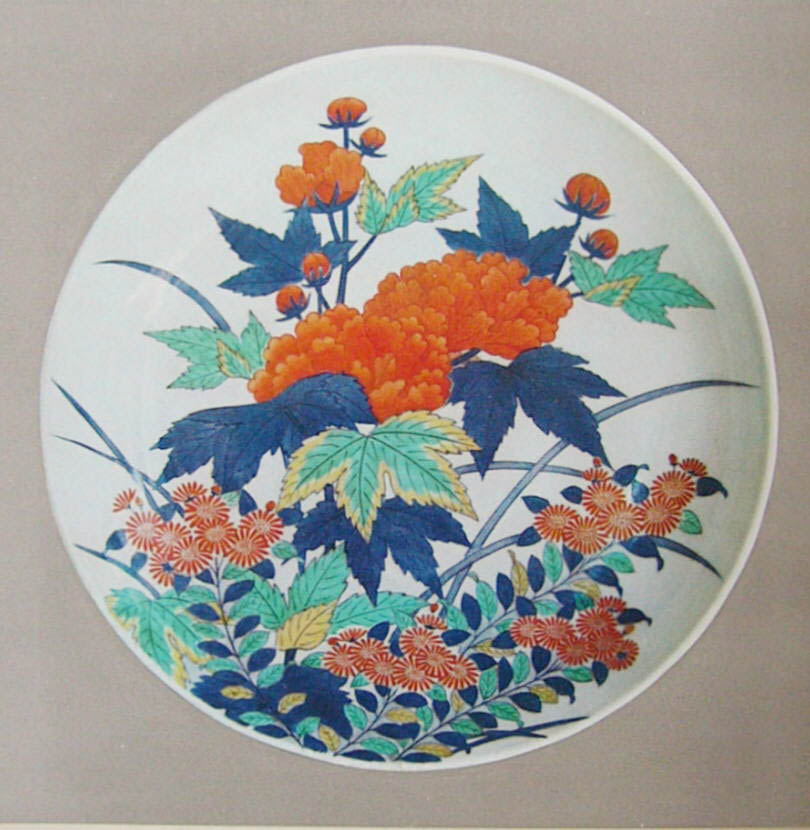
Styl nabeshima, XVII w., Institute of Art Research, Tokyo
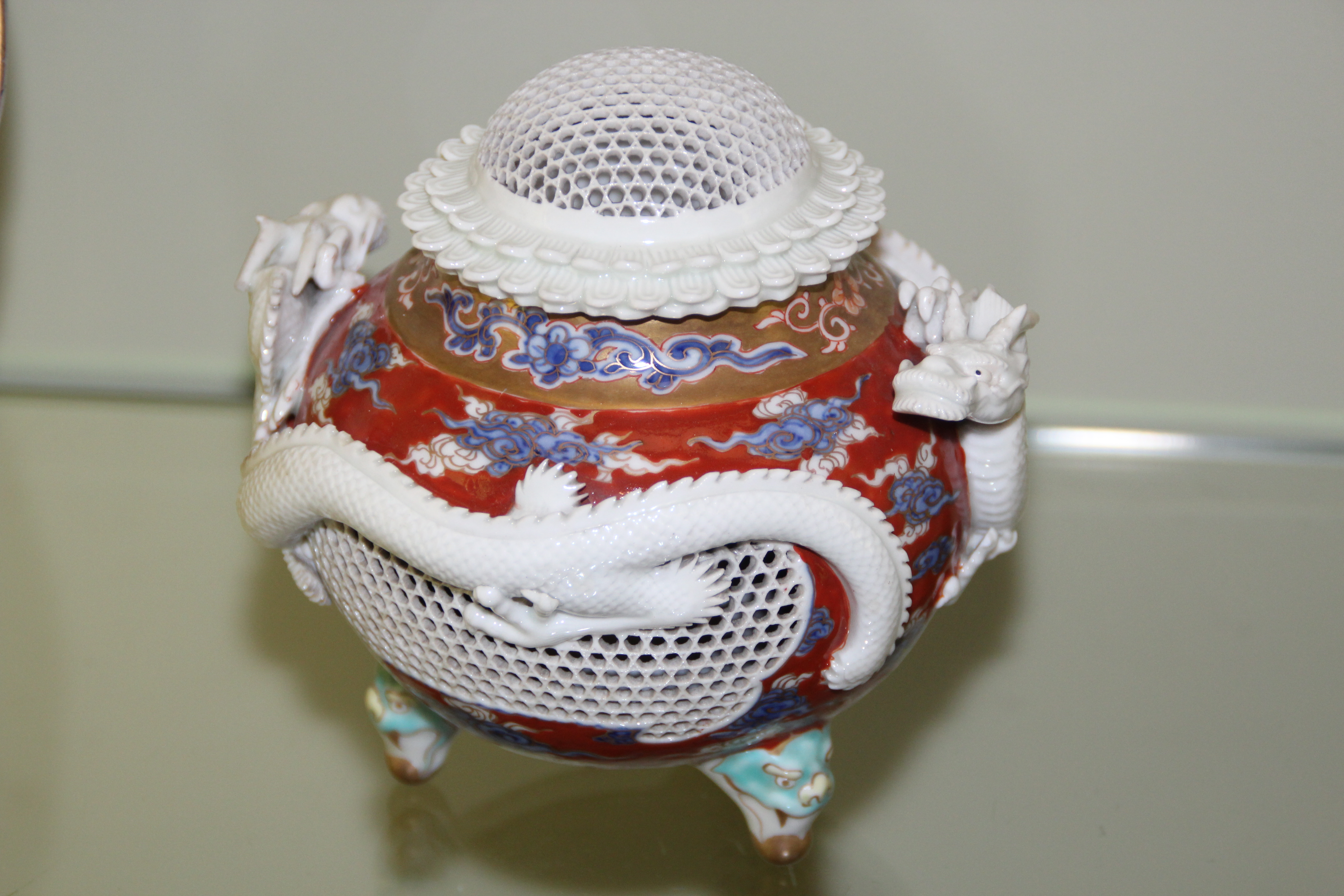
Styl arita, 1880–1900, Collections du Musée national de céramique de Sèvres
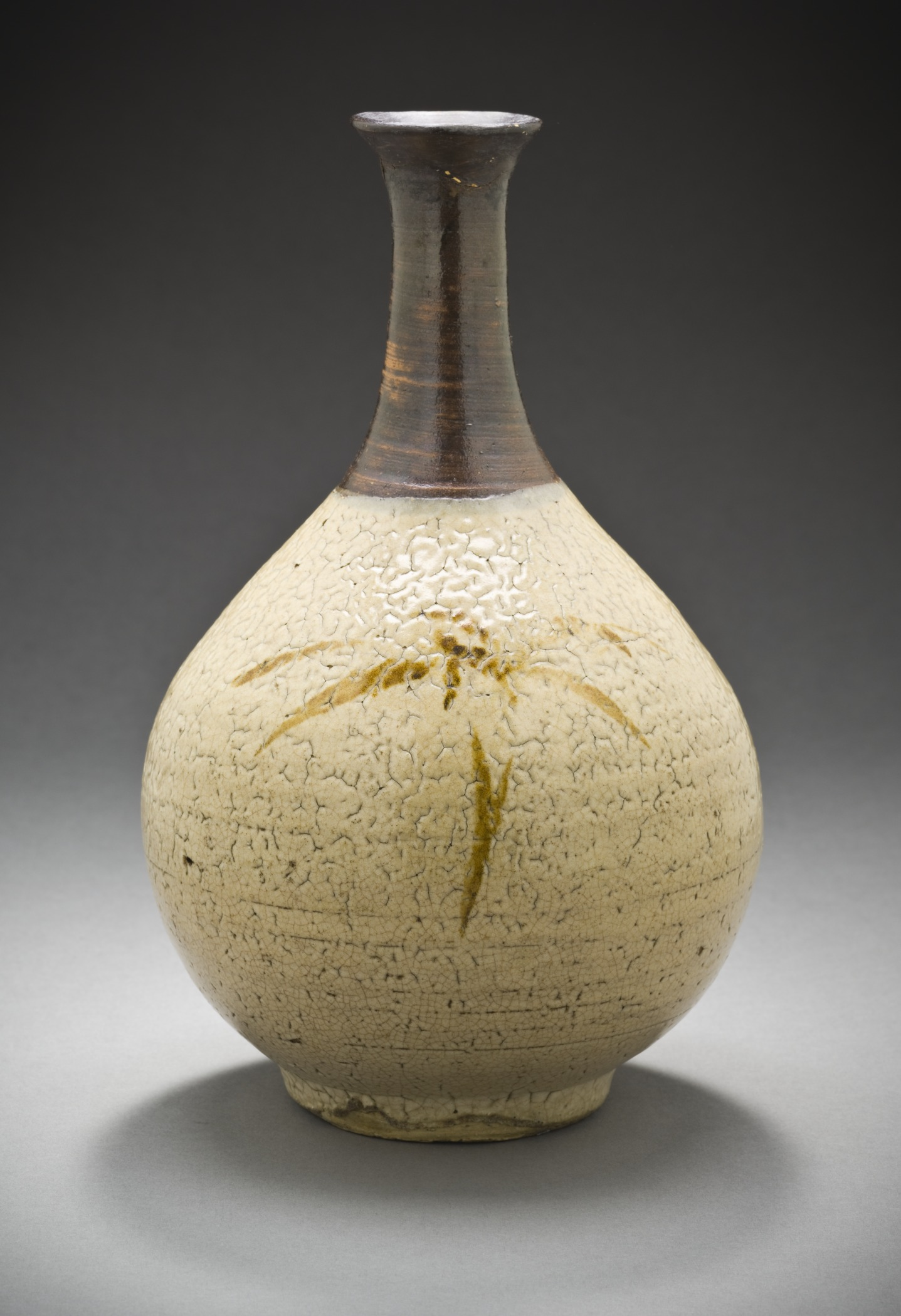
Kamionka w stylu karatsu-yaki, butelka do sake (tokkuri), 1650–1690, Los Angeles County Museum of Art